# اوبنهایم
اوبنهایم (به فرانسوی: Obenheim) یک کمون در فرانسه با جمعیت ۱٬۳۶۸ نفر است که در Canton of Erstein واقع شده‌است.